# Hansjoachim Henning
Hansjoachim Henning (* 27. Februar 1937 in Solingen; † 9. Juli 2021) war ein deutscher Wirtschafts- und Sozialhistoriker.
Henning wurde 1963 nach einem Studium der Geschichte an der Universität zu Köln promoviert. Er habilitierte sich 1970 an der Universität Tübingen und lehrte seit 1973 an der Gesamthochschule Duisburg. Er war seit 1988 Mitglied der Akademie der Wissenschaften und der Literatur in Mainz.
Seine Forschungsschwerpunkte waren die deutsche Sozial- und Wirtschaftspolitik im 19. und 20. Jahrhundert.

## Schriften (Auswahl)
- Deutschlands Verhältnis zu England in Bethmann Hollwegs Außenpolitik 1909–1914. Phil. Diss., Köln 1963.
- Das westdeutsche Bürgertum in der Epoche der Hochindustrialisierung 1860–1914. Teil 1: Das Bildungsbürgertum in den preußischen Westprovinzen. Steiner, Stuttgart 1972.
- Sozialgeschichtliche Entwicklungen in Deutschland von 1815 bis 1860. Schöningh, Paderborn 1977.
- Quellen zur sozialgeschichtlichen Entwicklung in Deutschland von 1815 bis 1860. Schöningh, Paderborn 1977.
- Die deutsche Beamtenschaft im 19. Jahrhundert. Zwischen Stand und Beruf. Steiner, Stuttgart 1984.
- Wirtschafts- und sozialgeschichtliche Forschungen und Probleme. Karl Erich Born zur Vollendung des 65. Lebensjahres zugeeignet von Kollegen, Freunden und Schülern. Scripta Mercaturae, St. Katharinen 1987.
- (Mit-Hrsg.) Quellensammlung zur Geschichte der deutschen Sozialpolitik 1867–1914. zahlreiche Bände, Steiner, Stuttgart 1966–2008.